# Paul Hälg
Paul Johann Hälg (* 30. September 1954; von  Niederhelfenschwil) ist ein Schweizer Chemiker und Manager.

## Leben

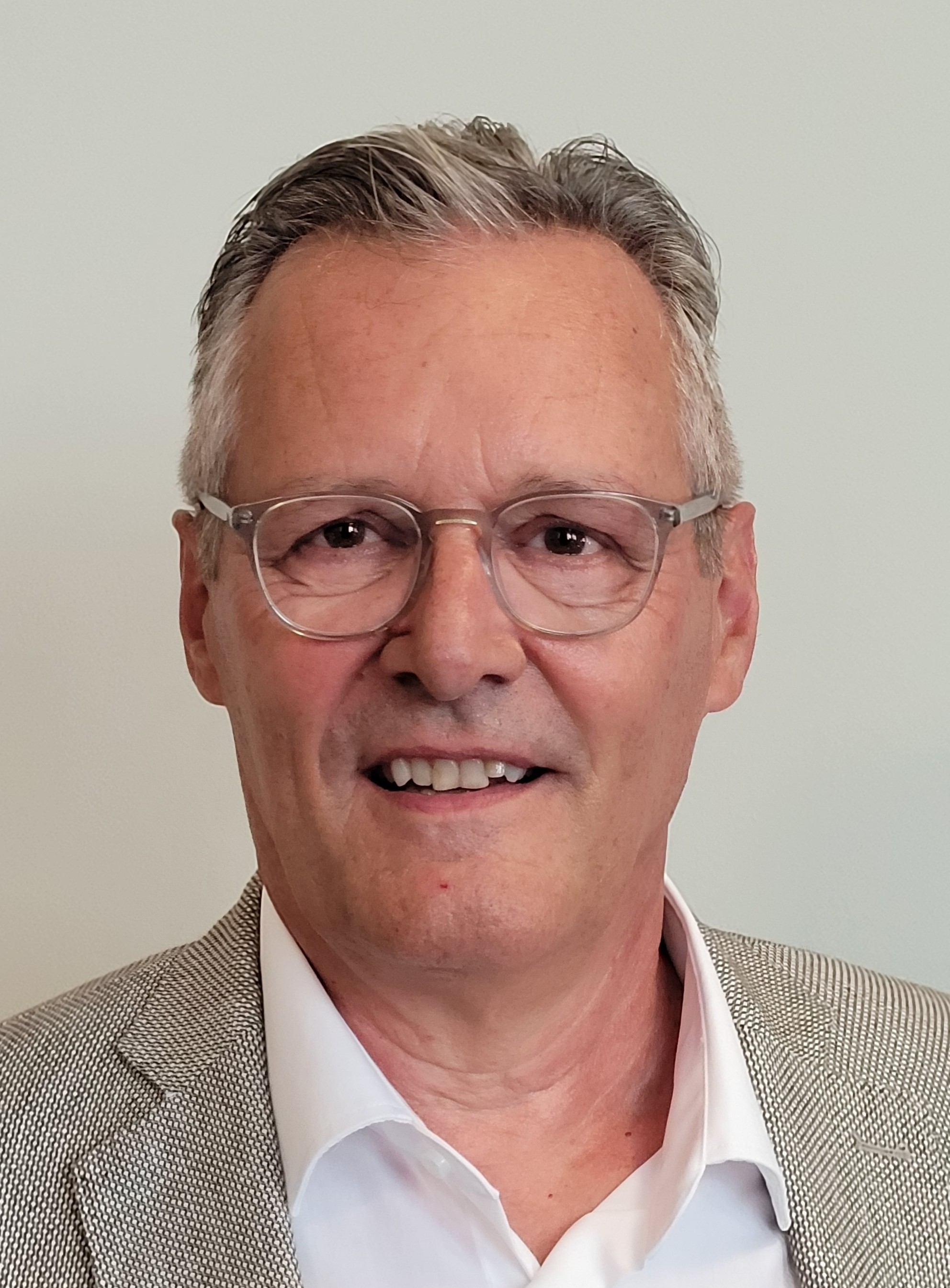
Dr. Paul Hälg, Schweizer Unternehmensleiter und Stiftungsrat (2025)

Paul Johann Hälg wuchs in St. Gallen auf. Er besuchte die Kantonsschule am Burggraben in St. Gallen. Es folgte ein Chemiestudium an der ETH Zürich, welches er mit dem Doktortitel (Dr. sc. techn.) abschloss.
Hälg war von 1981 bis 1986 bei der Schweizerische Aluminium AG in Zürich als Projektleiter angestellt. Von 1986 bis 2001 war er in verschiedenen Führungsfunktionen bei der Gurit Essex AG tätig, zuletzt als Geschäftsführer (CEO). Anschliessend wurde Hälg Leiter des Geschäftsbereichs Klebstoffe und Mitglied der Konzernleitung der Forbo Holding.
2004 wurde er Geschäftsführer der Dätwyler-Gruppe. In dieser Führungsfunktion verantwortete er eine umfassende Repositionierung der Firmengruppe. So wurde das Geschäft mit Präzisionsrohren 2007 verkauft, 2012 der traditionelle Kabelbereich privatisiert und 2014 die Fachhandelssparte Maagtechnic abgestossen. Anstelle erfolgte ein Ausbau der Handelstätigkeit mit Elektronikkomponenten durch mehrere Akquisitionen.      
Hälg gab 2017 seine Funktion als CEO auf und wurde anstelle als Verwaltungsratspräsident (VRP) der Dätwyler Holding AG gewählt. Ende 2019 wurde bekannt, dass sich die Dätwylergruppe von der Handelstätigkeit mit Elektronikkomponenten trennt.
Ab 2009 war Hälg Verwaltungsrat der Sika AG. 2012 übernahm er das Präsidium des Verwaltungsrates der Sika von Walter Grüebler. Hälg wurde der breiteren Öffentlichkeit durch seinen Kampf für die Unabhängigkeit der Firma Sika bekannt, nachdem die Gründerfamilien, organisiert in der Schenker-Winkler Holding AG (SWH), ihre Aktien und damit die Kontrollmehrheit an die französische Compagnie de Saint-Gobain verkaufen wollten. Durch die Opting-out-Klausel in den Statuten von Sika musste Saint-Gobain den Minderheitsaktionären kein Kaufangebot zu gleichen Bedingungen wie den Hauptaktionäre der Gründerfamilien machen. Der Verwaltungsrat unter Führung von Hälg erhielt im Kampf für den unabhängigen Fortbestand der Firma Sika Unterstützung von bekannten Minderheitsaktionären wie der Bill & Melinda Gates Foundation. Die Besetzung des Verwaltungsrates führte zu gerichtlichen Auseinandersetzungen. Es handelte sich um eine der längsten Übernahmeschlachten Europas. Diese Auseinandersetzung dauerte dreieinhalb Jahre. Ein Kompromiss wurde im Mai 2018 vertraglich geregelt. Die Regelung führte zu einer Minderheitsbeteiligung von 10 Prozent durch Saint-Gobain, welche keinen Verwaltungsrat stellen konnte und die Beteiligung über Jahre nicht wesentlich erhöhen durfte. Sika bleibt eine unabhängige Schweizer Firma. Hälg trat 2024 im Alter von 70 Jahren von seiner Funktion als Verwaltungsratspräsident von Sika zurück.

## Weitere Tätigkeiten
- Verwaltungsrat der Sonceboz Automotive S. A. in Sonceboz[13]
- Stiftungsrat der Swisscontact in Zürich[14]
- Stiftungsrat der ETH Foundation  in Zürich[15]
- Stiftungsrat der Schweizerischen Rettungsflugwacht (Rega) am Flughafen Zürich[16]

## Privat
Hälg ist verheiratet, hat zwei Nachkommen und wohnt in Wollerau.